# Coro del Año de Eurovisión 2019
El II Coro del Año de Eurovisión tuvo lugar el 3 de agosto de 2019 en Gotemburgo, Suecia, y fue la segunda edición del concurso. Fue producido por la emisora sueca Sveriges Television (SVT).
10 países confirmaron su participación en el festival, incluyendo los debuts de Escocia, Noruega, Suecia y Suiza.
Estonia se convirtió en el primer país en confirmar su retirada, sin dar motivo alguno. El 18 de diciembre de 2018, Austria, Dinamarca y Hungría confirmaron qué ellos también se retiran. Pero el 20 de marzo de 2019, Dinamarca confirmó que seguirá participando.
A pesar de qué Rumanía confirmó su debut en un primer momento y a pesar de qué ya tenía representantes de coros. El 18 de diciembre de 2018, confirmó qué tampoco participaría.
En un principio, Francia había confirmado su debut, pero decidió retirarse, debido a problemas logísticos.

## Sede del festival
En julio de 2018, la UER realizó el anuncio de que la segunda edición del certamen tendrá lugar el 3 de agosto de 2019 en Gotemburgo, Suecia. El evento se llevará a cabo más concretamente en el Scandinavium, recinto que fue sede anteriormente del Festival de la Canción de Eurovisión 1985.

## Países participantes

### Canciones y selección
| País y TV        | Título original de la canción                                                                                         | Coro                   | Proceso y fecha de selección  |
| País y TV        | Traducción al español                                                                                                 | Idioma(s)              | Proceso y fecha de selección  |
| ---------------- | --- | ---------------------- | ----------------------------- |
| Alemania WDR     | «O Täler weit» «Die Gedanken sind frei»                                                                               | BonnVoice              | Der beste Chor, 2019          |
| Alemania WDR     | Oh valles lejanos Los pensamientos son libres                                                                         | -                      | Der beste Chor, 2019          |
| Bélgica RTBF     | «Made in Belgium (Medley)»                                                                                            | Almkalia               | Elección interna, 2019        |
| Bélgica RTBF     | Fabricado en Bélgica (Popurrí)                                                                                        | -                      | Elección interna, 2019        |
| Dinamarca DR     | «True North» «Viola»                                                                                                  | Vocal Line             | Elección interna, 2019        |
| Dinamarca DR     | Norte verdadero Viola                                                                                                 | -                      | Elección interna, 2019        |
| Escocia BBC      | «Cumha na Cloinne» «Ach a' Mhairead» «Alba»                                                                           | Alba                   | Elección interna, 2019        |
| Escocia BBC      | El lamento de los niños Pero la margarita Alba                                                                        | -                      | Elección interna, 2019        |
| Eslovenia RTVSLO | «Spomenčice» «Fly, Little Bird»                                                                                       | Jazzva                 | Elección interna, 2019        |
| Eslovenia RTVSLO | Memoriales Vuela, pajarito                                                                                            | -                      | Elección interna, 2019        |
| Gales S4C        | «Cúlna» «Ar Lan y Môr»                                                                                                | Ysgol Gerdd Ceredigion | Côr Cymru, 7 de abril de 2019 |
| Gales S4C        | Patio En el mar | -                      | Côr Cymru, 7 de abril de 2019 |
| Letonia LTV      | «Pērkontēvs» «Come, God!»                                                                                             | Maska                  | Vispārīgie Dziedāšanas, 2019  |
| Letonia LTV      | Perkontev ¡Vamos, Dios!                                                                                               | -                      | Vispārīgie Dziedāšanas, 2019  |
| Noruega NRK      | «Ønskediktet» | Volve Vokal            | Final Nacional, 2019          |
| Noruega NRK      | Deseo del poema | -                      | Final Nacional, 2019          |
| Suecia SVT       | «Khourmi» «Hej, dunkom så länge vi levom»                                                                             | Zero8                  | Elección interna, 2019        |
| Suecia SVT       | Khourmi Hola mientras vivamos                                                                                         | -                      | Elección interna, 2019        |
| Suiza SRG SSR    | «Chante en mon cœur» «La sera sper il lag» «Poi» «Le ranz des vaches» «La ticinella» «Beresinaliedet» «Chanson d'ici» | Cake O’Phonie          | Choirs, 2019                  |
| Suiza SRG SSR    | Canta en mi corazón El será retrasado Entonces El ranz de las vacas La ticinella Beresinaliedet Canción de aquí       | -                      | Choirs, 2019                  |

## Festival

### Resultados
| N.º | País      | Coro                   | Canción(es) | Lugar |
| --- | --------- | ---------------------- | --- | ----- |
| 1   | Suecia    | Zero8                  | "Khourmi" "Hej, dunkom så länge vi levom"                                                                             | -     |
| 2   | Bélgica   | Almkalia               | "Made in Belgium" (Medley)                                                                                            | -     |
| 3   | Letonia   | Maska                  | "Pērkontēvs" "Come, God!"                                                                                             | 2     |
| 4   | Alemania  | BonnVoice              | "O Täler weit" "Die Gedanken sind frei"                                                                               | -     |
| 5   | Noruega   | Volve Vokal            | "Ønskediktet" | -     |
| 6   | Dinamarca | Vocal Line             | "True North" "Viola"                                                                                                  | 1     |
| 7   | Escocia   | Alba                   | "Cumha na Cloinne" "Ach a' Mhairead" "Alba"                                                                           | -     |
| 8   | Eslovenia | Jazzva                 | "Spomenčice" "Fly, Little Bird"                                                                                       | 3     |
| 9   | Suiza     | Cake O’Phonie          | "Chante en mon cœur" "La sera sper il lag" "Poi" "Le ranz des vaches" "La ticinella" "Beresinaliedet" "Chanson d'ici" | -     |
| 10  | Gales     | Ysgol Gerdd Ceredigion | "Cúlna" "Ar Lan y Môr"                                                                                                | -     |

## Otros países

### Miembros activos de la UER
- Finlandia: Anunció el 14 de diciembre de 2018 que no debutaría en esta edición.[24]
- Irlanda: Anunció el 14 de diciembre de 2018 que no debutaría en esta edición.[25]
- República Checa: Anunció el 14 de diciembre de 2018 que no debutaría en esta edición.[26]

## Predecesor y sucesor
| Predecesor: Riga 2017 | Coro del Año de Eurovisión Gotemburgo 2019 | Sucesor: Letonia 2023 |